# Norra Tallvik
Norra Tallvik var före 2015 en av SCB avgränsad och namnsatt småort i Norra Tallvik i Överkalix kommun. Vid 2015 års avgränsning klassades den som en del av tätorten Tallvik.
| Befolkningsutvecklingen i Norra Tallvik 1990–2010 | Befolkningsutvecklingen i Norra Tallvik 1990–2010 | Befolkningsutvecklingen i Norra Tallvik 1990–2010 | Befolkningsutvecklingen i Norra Tallvik 1990–2010 | Befolkningsutvecklingen i Norra Tallvik 1990–2010 |
| ------------------------------------------------- | ------------------------------------------------- | ------------------------------------------------- | ------------------------------------------------- | ------------------------------------------------- |
|                                                   |                                                   |                                                   |                                                   |                                                   |
| År                                                |                                                   |                                                   | Folkmängd                                         | Areal (ha)                                        |
| 1990                                              | 1990                                              |                                                   | 124                                               | 19#                                               |
| 1995                                              | 1995                                              |                                                   | 136                                               | 49#                                               |
| 2000                                              | 2000                                              |                                                   | 123                                               | 49#                                               |
| 2005                                              | 2005                                              |                                                   | 114                                               | 59#                                               |
| 2010                                              | 2010                                              |                                                   | 95                                                | 59#                                               |
| Anm.: Ingår i Tallvik från 2015. # Som småort.    |                                                   |                                                   |                                                   |                                                   |

På grund av förändrat dataunderlag hos Statistiska centralbyrån så är småortsavgränsningarna 1990 och 1995 inte jämförbara. Befolkningen den 31 december 1990 var 126 invånare inom det område som småorten omfattade 1995. Vid småortsavgränsningen 1995 var andelen fritidshus högre än 50 % av samtliga byggnader i småorten. Från 2015 ingår småorten Norra Tallvik i tätorten och småorten har upplösts.